# 歌川国峰
歌川 国峰（うたがわ くにみね、文久元年〈1861年〉 - 昭和18年〈1943年〉2月15日）とは、明治時代から昭和時代にかけての浮世絵師、日本画家。歌川国貞の孫。

## 来歴
二代目歌川国久の門人でその次男。母は国貞の二女・お勝（三女・お栄とも）。本姓は勝田、名は銀之助。歌川の画姓を称し国峰（国峯）、梅蝶楼と号す。明治年間に主に単行本の挿絵を手がけ、『当世書生気質』の挿絵をしたことで知られる。1892年に居宅を葛餅の船橋屋に譲って大阪へ移住し、一時期京都や大阪にいて大阪毎日新聞など新聞社の仕事をした。1897年1月、祖父3代豊国の三十三回忌を営む。1901年の第10回日本絵画協会展に「春野」という作品を出品、二等を受賞している。晩年は鎌倉に住み専ら肉筆画を描く。法名は豊山院彭壽國峯居士。享年83。

## 家族
- 母方祖父・歌川国貞（3代目歌川豊国）
- 父・歌川国久 (2代目)  ‐ 国貞の娘婿
- 兄・歌川豊宣 ‐ 国久の長男。国貞の孫。
- 長女・歌川若菜（1889-） ‐ 日本画家、国貞の曾孫、城谷黙（小林秀雄の叔父）の妻。武村耕靄（こうあい、1852-1915、女性画家）、端館紫川、水野年方、川合玉堂らに学ぶ[1]。1904年女子美術学校日本画科卒。1908年第2回文展で「良人の室」で初入選、1910年ロンドンの日英博覧会に参加し、会場で浮世絵の実演をするなどして話題となる[2]。滞欧中個展を開催し、挿絵や注文画にも応じ、新聞報道もなされた[2]。1913年に米国に渡り、展覧会を開くなどし、ニューヨークでジャパンタイムズ編集局長の城谷黙と結婚[3]。1916年に帰国し、女性誌などに登場したが画業ではその後目立った活躍はない[2][4]。
- 親戚・歌川豊国 (4代目) ‐ 国久の相婿。国貞の娘婿。

## 作品
- 『夜討曽我狩場曙』挿絵　※明治14年刊行。
- 『真土村冠松木』挿絵　※明治15年刊行。
- 『本朝小西屋政談』挿絵口絵 ※明治17年刊行。
- 『当世書生気質』挿絵　※坪内逍遥作、明治18年刊行。
- 『怪談牡丹灯籠』挿絵　※三遊亭円朝作、明治18年刊行。
- 『絵本通俗名誉奇談』挿絵 ※木戸鉊之介編、文求堂版、明治21年刊行。
- 『雪竹伏水曙』口絵 ※宇田川文海作、明治26年刊行。駸々堂版。
- 「鶏の声」　木版　※明治21年
- 「潮干狩図」　双幅、絹本着色　熊本県立美術館所蔵　※「歌川國峰」の落款、「國峯」の朱文方印あり（二幅いずれも同じ）
- 「弓矢持つ馬上の武士」　肉筆
- 「寒山拾得図」 絹本着色
- 「五節句図」 絹本着色